# Edizione straordinaria (film 1934)
Edizione straordinaria è un film del 1934, diretto dal regista Edward Sedgwick.